# Alfred Friedrich Bluntschli

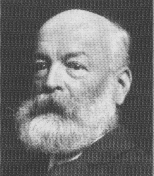
Alfred Friedrich Bluntschli

Alfred Friedrich Bluntschli, född 29 januari 1842 i Zürich, död där 27 juli 1930, var en schweizisk arkitekt, under åren 1866-81 verksam i Tyskland, son till Johann Kaspar Bluntschli. 
Bluntschli, som var lärjunge till Gottfried Semper i Zürich, reste för vidare studier 1863 till Florens, 1864 till École des Beaux Arts i Paris och slutligen 1866 till Heidelberg. Tillsammans med Karl Jonas Mylius drev han 1870-81 ett arkitektkontor i Frankfurt am Main. De vann arkitekttävlingen 1876 om ett nytt rådhus i Hamburg, vilket dock ej utfördes. År 1876 byggde Bluntschli och Mylius hotellet Frankfurter Hof i Frankfurt. Vidare utfördes deras plan för Zentralfriedhof Wien, på vars västra sida Mylius-Bluntschli-Straße erinrar om de båda. Åren 1881-1914 var han som efterträdare till Semper professor vid byggnadsskolan vid Polytechnikum i Zürich. I Zürich byggde han bland annat även den evangeliska Kirche Enge vid Zürichsees. Han ligger begravd på Friedhof Sihlfeld i Zürich.

## Verk

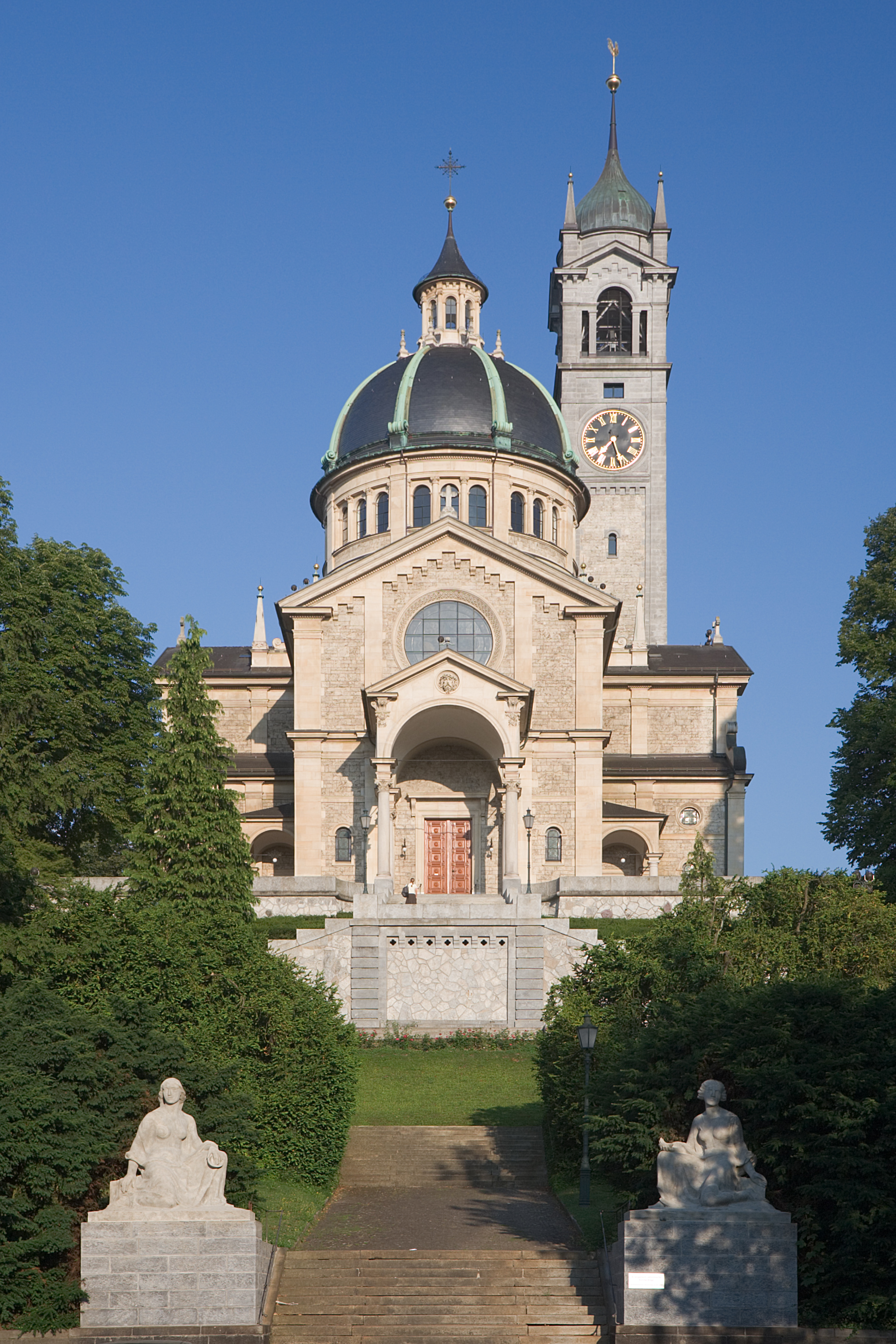
Kirche Enge, Zürich

- Bostadshus Bluntschli, 1866-70, Heidelberg
- Zentralfriedhof Wien, invigd 1874, Wien
- Bankhaus Goldschmitt, 1872-73, Frankfurt am Main
- Hotel Frankfurter Hof, 1873-74, Frankfurt am Main
- Schloss Rauischholzhausen, 1874-76, Ebsdorfergrund-Rauischholzhausen (Tyskland)
- Byggnad för Mannheimer Versicherung, 1882, Frankfurt am Main
- Bostadshus för familjen von Heyl (kallat Heylshof), 1882, Worms
- Kemibyggnad för Eidgenössische Polytechnikum, 1884, Zürich (med Georg Lasius)
- Villa Rieter och ombyggnad av Villa Schönberg, 1886-88, Zürich
- Fysikbyggnad för Eidgenössische Polytechnikum, 1886-90, Zürich (med Georg Lasius)
- Villa Bleuler, 1886-87, Zürich
- Kirche Enge, 1892-94, Zürich
- Ombyggnad av Kirche Neumünster, 1911-15, Zürich